# Chiesa dell'Immacolata Concezione della Beata Maria Vergine (Malles Venosta)
La chiesa dell'Immacolata Concezione della Beata Maria Vergine o semplicemente chiesa dell'Immacolata Concezione di Maria (in tedesco Maria Empfängniskirche) è la parrocchiale a Burgusio (Burgeis), frazione di Malles Venosta (Mals) in Alto Adige. Appartiene al decanato di Malles della diocesi di Bolzano-Bressanone e risale al XIV secolo.

## Descrizione
La chiesa è un monumento sottoposto a tutela col numero 15732 nella provincia autonoma di Bolzano.